# Mokřanský potok
Mokřanský potok är ett vattendrag i Tjeckien. Det ligger i den centrala delen av landet, 30 km sydost om huvudstaden Prag.